# Uranyl
Uranyl er navnet på kationen UO2+2, i hvilken uran er i oxidationstrinnet +6. Uranyl har en lineær struktur med korte U-O-bindingslængder, hvilket indikerer tilstedeværelse af multiple bindinger mellem uran- og oxygenatomerne. Uranyl danner mange komplekser, især med ligander der kan donere oxygenatomer. I uranylkomplekser befinder liganderne (typisk fire eller fem) sig i et vandret plan. Komplekser af uranyl er vigtige i ekstraktionen af uran fra uranårer og i oparbejdningen af brugt atombrændstof.